# Alhassan Wakaso
Alhassan Wakaso (Tamale, 7 de janeiro de 1992) é um futebolista profissional ganês que atua como meia.

## Carreira
Alhassan Wakaso começou a carreira no Portimonense.